# 佐賀県道212号川上牛津線
佐賀県道212号川上牛津線（さがけんどう212ごう かわかみうしづせん）は、佐賀県佐賀市から小城市に至る一般県道である。

## 概要
佐賀市大和町大字川上から小城市牛津町牛津に至る。
佐賀市大和町久留間地区においては、狭隘区間を解消するバイパスが計画中だが、現在のところ、開通のめどは立っていない。

### 路線データ
- 起点：佐賀県佐賀市大和町大字川上（国道323号交点）
- 終点：佐賀県小城市牛津町牛津（佐賀県道43号牛津芦刈線交点）

## 歴史
- 2017年（平成29年）3月31日 - 小城市内において、経路変更に伴い、三日月中学校西交差点から牛津町上柿樋瀬交差点の区間を変更し、三日月小学校西交差点から石木交差点の間を佐賀西部広域農道と、石木交差点から小城消防署南交差点の間を佐賀県道42号小城牛津線と、小城消防署南交差点から牛津町上柿樋瀬交差点の間を国道34号と重複する経路に変更された[2]。

## 路線状況

### 重複区間
- 佐賀県道48号佐賀外環状線（佐賀市大和町大字東山田・立石北交差点 - 佐賀市大和町大字東山田）
- 佐賀西部広域農道（小城市三日月町長神田・三日月中学校西交差点 - 小城市三日月町石木・石木交差点）
- 佐賀県道42号小城牛津線（小城市三日月町石木・石木交差点・小城市牛津町柿樋瀬・小城消防署南交差点）
- 国道34号（小城市牛津町柿樋瀬・小城消防署南交差点 - 小城市牛津町柿樋瀬・牛津町上柿樋瀬交差点）

### 道路施設

#### 橋梁
- 扉建橋（東早川、佐賀市）
- 吉富橋（山王川、佐賀市）
- 立物橋（西平川、小城市）
- 芦田橋（祇園川、小城市）
- 中高橋（小城市、佐賀県道42号小城牛津線重複区間内）

## 地理

### 通過する自治体
- 佐賀市
- 小城市

### 交差する道路
| 交差する道路                                                                              | 市町村名 | 交差する場所     | 交差する場所         |
| ----------------------------------------------------------------------------------------- | -------- | ---------------- | -------------------- |
| 国道323号                                                                                 | 佐賀市   | 大和町大字川上   | 起点                 |
| 佐賀県道48号佐賀外環状線 重複区間起点 佐賀県道248号鍋島停車場東山田線                     | 佐賀市   | 大和町大字東山田 | 立石北交差点         |
| 佐賀県道48号佐賀外環状線 重複区間終点                                                     | 佐賀市   | 大和町大字東山田 |                      |
| 佐賀県道267号松尾佐賀停車場線                                                             | 佐賀市   | 大和町大字久留間 | 久留間交差点         |
| 佐賀西部広域農道 重複区間起点                                                             | 小城市   | 三日月町長神田   | 三日月中学校西交差点 |
| 国道203号 佐賀県道48号佐賀外環状線 重複                                                   | 小城市   | 三日月町長神田   | 長神田交差点         |
| 佐賀県道42号小城牛津線 重複区間起点 佐賀県道332号多久牛津線 佐賀西部広域農道 重複区間終点 | 小城市   | 三日月町石木     | 石木交差点           |
| 国道34号 重複区間起点 佐賀県道42号小城牛津線 重複区間終点                                 | 小城市   | 牛津町柿樋瀬     | 小城消防署南交差点   |
| 国道34号 重複区間終点                                                                     | 小城市   | 牛津町柿樋瀬     | 牛津町上柿樋瀬交差点 |
| 国道207号                                                                                 | 小城市   | 牛津町柿樋瀬     | 本町交差点           |
| 佐賀県道43号牛津芦刈線                                                                    | 小城市   | 牛津町牛津       | 終点                 |

### 交差する鉄道
- 唐津線
- 長崎本線

### 沿線
- 川上峡
- 與止日女神社
- 昭和自動車 佐賀営業所
- 小城市立三日月小学校
- 小城市立三日月中学校
- 小城市立牛津中学校（終点付近）
- 佐賀県立牛津高等学校（終点付近）
- JR九州長崎本線 牛津駅（終点付近）